# 10569 Кіносітамасао
10569 Кіносітамасао (10569 Kinoshitamasao) — астероїд головного поясу, відкритий 8 квітня 1994 року.
Тіссеранів параметр щодо Юпітера — 3,234.